# Ривалба (Алесандрија)
Ривалба је насеље у Италији у округу Алесандрија, региону Пијемонт.
Према процени из 2011. у насељу је живело 260 становника. Насеље се налази на надморској висини од 94 м.